# المصير (فلم)
المصير فيلم سيرة ذاتية تاريخي مصري من إنتاج سنة 1997. الفيلم من إخراج وتأليف يوسف شاهين، وإنتاج شركة أفلام مصر العالمية (يوسف شاهين وشركاه)، ومن بطولة نور الشريف، وليلى علوي، ومحمود حميدة، وصفية العمري، ومحمد منير، وخالد النبوي. تدور أحداث الفيلم في الأندلس في القرن الثاني عشر حول الفيلسوف ابن رشد الذي كان قاضي قضاة قرطبة. ويصور الصراع الذي دار بين التوجه الفكري المتمثل بابن رشد الذي ينادي بالاجتهاد وبين التوجه الفكري المتمثل بالشيخ رياض الذي يدعو إلى التمثل بالسلف. ينتهي هذا الصراع بإحراق كتب ابن رشد.
يوضح يوسف شاهين من خلال الفيلم الذي شارك أيضا في كتابته، أن الأفكار لا يمكن ردعها أو محاربتها مثل الجيوش وذلك لأن للفكر أجنحة (كما ذكر على لسان أبطال الفيلم). ويتضح ذلك في نهاية الفيلم وهي أنه بالرغم من حرق كتب ابن رشد في الأندلس إلا أن نسخًا منها حفظت في مصر. كتب يوسف شاهين هذا الفيلم ردًا على ما حدث لفيلمه السابق في وقتها وهو المهاجر الذي قد منع من العرض في دور السينما.

## ملخص القصة
في القرن 12 الميلادى في الأندلس حيث يحكم الخليفة المنصور البلاد وعقب انتصار جيشه على الإسبان. يدب الضعف في جيشه كما تنتشر الفوضى والعنف والتطرف لتنخر في جسد الدولة وتمهد لسقوطها. للخليفة المنصور إبنان، الأكبر الناصر ولي العهد المثفف علي ابن رشد والمرتبط بحب سلمى ابنته، والثانى عبد الله، على النقيض، يهوى الرقص والشعر والخمر بعد فشله في العلم والحب، تثمر علاقته بالغجرية سارة عن حملها سفاحًا، لكن برهان يجنده في جماعة إسلامية متطرفة يقنعه أميرها لقتل أبيه الخليفة وتولى عرش البلاد. يعيش ابن رشد قاضى القضاة مع زوجته الوفية زينب وإبنته الوحيدة سلمى، وينجح في تأليف 47 كتابًا، لكن كتبه تتعرض للحرق مرتين، الأولى بتدبير من الجماعة الإسلامية الإرهابية، ولكن بعد العثور على نسخ أخفاها الشاب الفرنسى يوسف يتم إعداد عدة نسخ لنشرها في فرنسا ومصر، والمرة الثانية عندما يغضب الخليفة المنصور عليه ويأمر بحرقها ونفيه خارج البلاد. المغنى مروان وزوجته الغجرية مانويلا وأختها سارة وأمهما من أنصار ابن رشد، وقد تعرض مروان للقتل من الجماعة المتطرفة مرتين الأولى لرفضهم غنائه والثانية لتطاوله على أميرهم الذي توعد الجميع بأن يكون القتل مصير من يخالفه. يؤدى قتل مروان ليقظة الأمير عبد الله لنبذ الجماعة الإسلامية بأفكارها المتطرفة والوقوف بجوار والده وأخيه ضد الإسبان.

## طاقم التمثيل

### الشخصيات الرئيسية
- نور الشريف في دور ابن رشد
- ليلى علوي في دور الغجرية
- محمود حميدة في دور الخليفة
- صفية العمري في دور زوجة ابن رشد
- محمد منير في دور الشاعر
- خالد النبوي في دور ولي العهد

### الشخصيات الثانوية
- سيف عبد الرحمن في دور شقيق الخليفة
- عبد الله محمود في دور برهان
- أحمد فؤاد سليم في دور الشيخ رياض
- روجينا في دور سلمى
- أحمد مختار في دور بدر
- مجدي إدريس في دور الأمير
- فايق عزب في دور الرازي
- شريفة ماهر في دور أم مانويلا
- حسن العدل في دور جعفر

### ضيف الشرف
- محمد ملص
- سناء يوسف

### الوجوه الجديدة
- هاني سلامة في دور عبد الله
- فارس رحومة في دور يوسف
- إنجي أباظة في دور سارة
- أمير العاصمي في دور سعد
- محمد رجب في دور الجاني

## الاستقبال

### الجوائز
اشترك الفيلم في العديد من المهرجانات الأوروبية وقد حاز على جائزة بمهرجان أميين ورشح لجائزة السعفة الذهبية. وتم تكريم يوسف شاهين بجائزة خاصة في الذكري الـ 50 لـمهرجان كان السينمائي.

## أغاني الفيلم
يحتوى الفيلم على ثلاث أغاني وهي:
1. علّي صوتك (غنـاء: محمد منير) (كلمات: كوثر مصطفى) (ألحان: كمال الطويل).
2. جمر الهوى (غناء: محمد منير) (كلمات: سامح القدوسي) (ألحان: كمال الطويل).
3. يا ربنا (غناء المجموعة) ( كلمات: سامح القدوسي) (ألحان: كمال الطويل).

- مقالات تستعمل روابط فنية بلا صلة مع ويكي بيانات

1. ↑  "محتوى العمل: فيلم - المصير - 1997". قاعدة بيانات الأفلام العربية (بعربية). Archived from the original on 2017-10-23. Retrieved 2021-09-05.{{استشهاد ويب}}:  صيانة الاستشهاد: لغة غير مدعومة (link)
2. ↑  Youssef Chahine - Awards - IMDb نسخة محفوظة 17 أغسطس 2017 على موقع واي باك مشين.